# Grenskerk

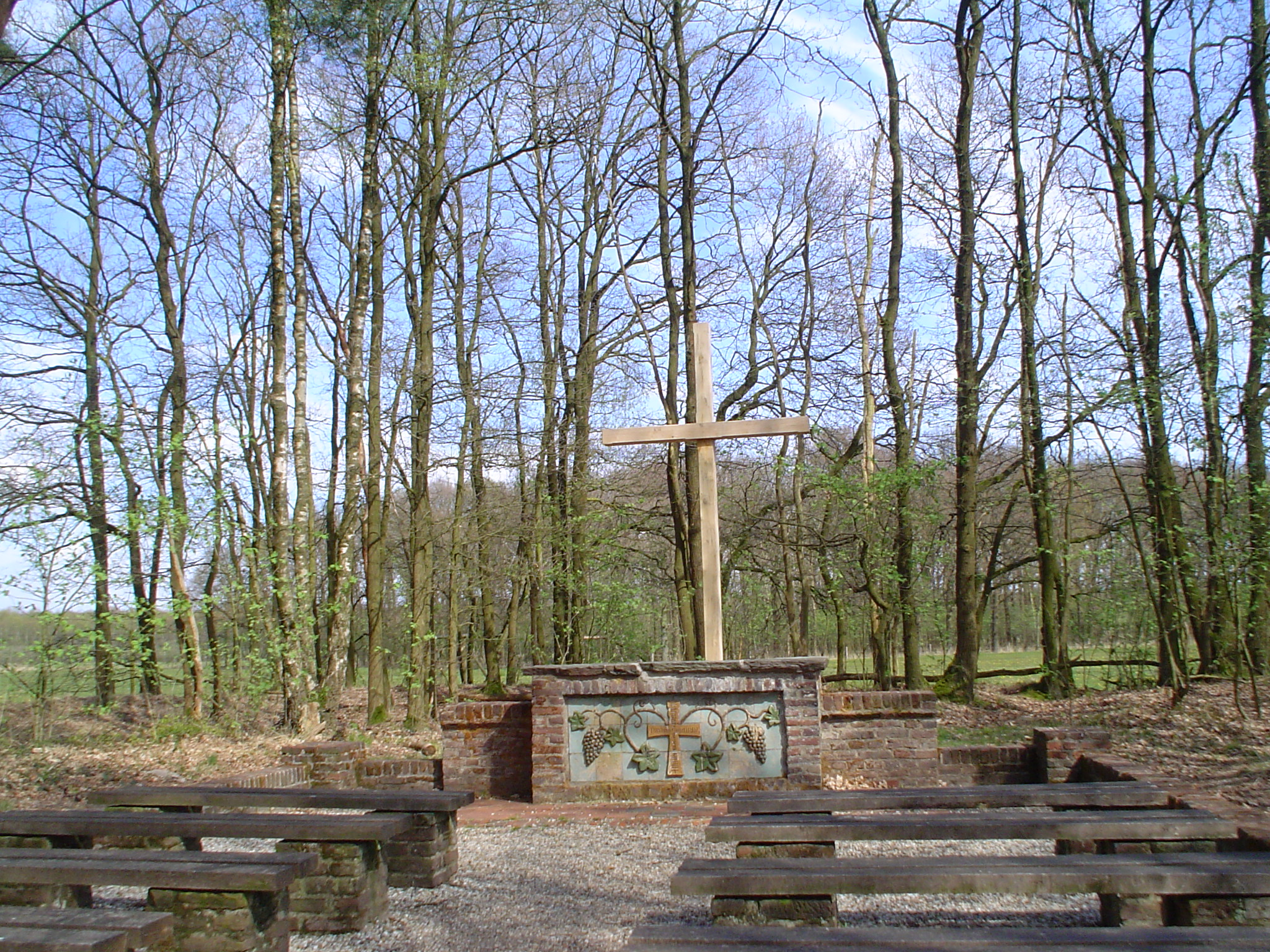
Grenskerkmonument bij Nederweert

Een grenskerk was in de 17e en 18e eeuw een katholieke noodkerk net buiten de grenzen van de Republiek der Zeven Verenigde Nederlanden.
Toen tijdens en na de Tachtigjarige Oorlog de katholieke eredienst er een tijd lang officieel verboden was en daarna - onder strikte voorwaarden - weer getolereerd werd, vervulde de grenskerk voor katholieken in de grensstreken van de Republiek een tijd lang dezelfde functie als de schuilkerk in de rest van de Verenigde Provinciën. Grenskerken stonden net over de grens met de Spaanse Nederlanden ten zuiden en in katholieke gebieden van het Heilige Roomse Rijk, oostelijk van de Republiek.
- grensgemeenten in het Brabantse deel van de Zuidelijke Nederlanden,
- plaatsen in het prinsbisdom Luik met haar enclave Luyksgestel in Staats-Brabant,
- de stad Weert en Noord-Limburgse plaatsen, die destijds deel uitmaakten van Opper-Gelre,
- gemeenten in het hertogdom Gulik en de Spaanse delen van de Landen van Overmaas,
- in het hertogdom Kleef, met inbegrip van het Land van Ravenstein en de enclave Huissen,
- en ten slotte grensplaatsen in het Duitse Münsterland.

Na de inval der Fransen in het Rampjaar 1672 en hun bezetting tot 1673 werd het beleid ten aanzien van de katholieken versoepeld, zodat zij voortaan hun eredienst in schuurkerken konden houden. Pas vanaf 1798 kwam er geleidelijk een einde aan deze achterstelling.

## Lijst
Onder meer de volgende grenskerken hebben bestaan:
- De grenskerk van Grashut bij Weert lag op de huidige provinciegrens tussen Limburg en Noord-Brabant, op de plaats waar zich nu het Grenskerkmonument bevindt in het Weerterbos. Deze provinciegrens was na de Vrede van Münster de grens tussen Staats-Brabant en Opper-Gelre. De houten grenskerk die er stond werd bezocht door katholieke gelovigen uit Leende en Cranendonck, hun kerken en kapellen in de Republiek waren opgevorderd voor de protestantse eredienst.
- Een houten grenskerk in Nederweert op de Boolderdijk, bij dezelfde grens. Hier zouden op hoogdagen tot 2000 gelovigen zijn samengekomen uit de dorpen Asten, Lierop, Someren, Mierlo, Heeze, Leende, Maarheeze uit de Meierij van 's-Hertogenbosch. De diensten werden ook hier verzorgd door minderbroeders vanuit hun klooster in Weert, die nog een klooster hadden gesticht in Venray.
- In 1649 stichtten de katholieken van het naburige Deurne op De Grootenberg, Venrays grondgebied, een grenskapel, die tot 1672 werd gebruikt. Deurne lag in Staats-Brabant, Venray lag in Opper-Gelre en werd vanaf 1715, na de Spaanse Successieoorlog, Pruisisch Opper-Gelre. Bij de Kraaienhut – de grens tussen Deurne en Venray – staat een monumentje ter herinnering tussen zeven lindebomen.
- De katholieken van het Brabantse Vierlingsbeek stichtten in 1656 in Venray bij de Smakt een grenskapel die zij aan de Heilige Lucia wijdden.
- De Grenskerk te Achel, destijds een dorp onder de Luikse prins-bisschop, waar de naam Kerkven nog herinnert aan de grenskerk, waaruit de Achelse Kluis is voortgekomen.
- Het Weerderhuys was de naam van de voormalige grenskerk van de parochie Valkenswaard in het Achelse gehucht Beverbeek. Opvallend: het Weerderhuys aan de Valkenswaardse Markt is nu de naam van de voormalige Hervormde kerk van 1890-1969, ontworpen door de bekende architect Pierre Cuypers, op de plaats van een oudere kerk uit 1809. De protestantse gemeente in Valkenswaard dateert van 1648. Het gebouw werd in 1969 door de gemeente gekocht en het doet sinds 1973 dienst als trouwzaal. Merkwaardig aan het gebouw is het feit dat het als protestantse zaalkerk is gebouwd, maar in voor de protestantse traditie ongebruikelijke neogotische stijl.
- De Heikerk in Luyksgestel uit 1650, die in 1779 werd vervangen door een schuurkerk in het Bergeijkse gehucht Loo.
- Het gehucht Nieuwkerk bij Poppel in het Spaanse deel van Brabant, dankt zijn ontstaan aan een grenskerk die in 1652 werd gebouwd ten behoeve van de parochie van Goirle.
- In 1650 bouwden de katholieken van Tilburg even over de grens in Steenvoort, onder Poppel, een grenskerk. Bouwer van deze grenskerk was pastoor Augustinus van Dijck, Norbertijn van de abdij van Tongerloo. De kerk werd op Allerheiligen 1650 in gebruik genomen. De diensten op Steenvoort werden gestaakt in 1668. Daarna hielden de Tilburgse katholieken hun godsdienstoefeningen in de bijgebouwen van het kasteel van Tilburg. Weer later werd de bouw van zogenaamde schuurkerken toegestaan. De kerk op Steenvoort werd in 1715 afgebroken door Gijsbertus Steenbergensis, graaf van Hogendorp. De gelovigen van het Heike kregen zo’n van buiten onherkenbare kerk in 1691, die van het noorden, op het Goirke, in 1715. In 1718 kwam er bij deze schuurkerk een pastorie. In 1724 stortte deze schuurkerk in en van de Staten-Generaal kreeg men toestemming om een nieuwe schuurkerk te bouwen.
- Als in 1631 het bevel komt om de kerken in de Meierij te sluiten, wordt in het gehucht Rovert, onder Poppel op Spaans gebied, de Rovertkapel ingericht, die enkele jaren dienst zal doen voor de katholieke gelovigen uit het Staatse Hilvarenbeek en omgeving. De grenskerk, met veel inboedel uit de kerk van Hilvarenbeek en in 1652 nog vergroot, verviel later tot ruïne en verdween uiteindelijk.
- Nadat in 1648 de kapel van Ulicoten in beslag genomen was, konden de ingezetenen onbedreigd in Baarle-Hertog naar de kerk gaan, maar dat betekende een uur lopen. Dus werd er - zoals op tal van plaatsen in Staats-Brabant - iets op gevonden. Aert de Clerick stelde een juist over de grens liggend stuk grond beschikbaar voor de bouw van een zogenaamde grenskerk in het gebied de Bollekens, te midden van de bossen, een kwartier lopen van het centrum van Ulicoten. Deze noodkerk werd in 1654 ingezegend. Weinig bevreemding wekte het, dat nu hier het originele beeld van de Heilige Bernardus, dat enige tijd spoorloos was geweest, een ereplaats innam. Deze kerk was opgetrokken uit massief eiken balken. Het dak bestond aan de binnenkant uit riet en aan de buitenkant uit met heiplaggen afgedekt stro. Met potaarde besmeerde takkebossen vormden de wanden. Op een stenen vloer stond een houten altaar met een losse altaarsteen en een tot aan het gebinte reikend schilderij. Men beschikte voorts over enig meubilair en andere voorwerpen uit de vroegere kapel, onder andere biechtstoel en preekstoel. Deze veldkapel onder het Spaanse Meerle heeft dienstgedaan tot in de Franse tijd. In al die voorbije jaren was er slechts eenmaal sprake van vergroting, namelijk in 1781. (Na de Tweede Wereldoorlog is er weer in de Bollekens een kapel gebouwd, als door bombardementen de kerk in het dorp zwaar beschadigd raakt en moet worden afgebroken!)
- Ten behoeve van de katholieken van Nieuwenhagen (nu gemeente Landgraaf, vanaf 1661 tot 1794 een dorp in Staats-Overmaas) werd in 1745 op het Sjpaans kentje in Ubach, net over de grens met de Oostenrijkse Nederlanden, een kapel gesticht.
- In Schaesberg, dorp in het Spaanse deel van de Landen van Overmaas, werd de toeloop vanuit het, overwegend Rooms-katholieke, Staatse Heerlen zo groot dat er een nieuwe kerk moest worden gebouwd.[1]
- De Veghelse bevolking bouwt in het jaar 1649 een schuurkerk direct over de landsgrens met Uden, dat destijds niet tot Brabant behoorde, maar tot het vrije Land van Ravenstein. Die kerk werd tot aan de Franse inval van 1672 gebruikt door de Veghelse parochianen en in eerste instantie ook nog door parochianen uit Sint-Oedenrode en Schijndel, waar de kerken eveneens werden gesloten voor de katholieke eredienst.
- De Sint-Franciscuskerk te Zwillbrock, over de grens met het katholieke Münsterland in Duitsland.
- De Sint Antonius van Paduakerk te Oldenkotte in de gemeente Vreden, net over de grens met Münsterland in Duitsland.

## Voetnoten
1. ↑  Archieven van de RK parochie Schaesberg